# 阿尼亞圖亞
28°28′S 62°50′W / 28.467°S 62.833°W

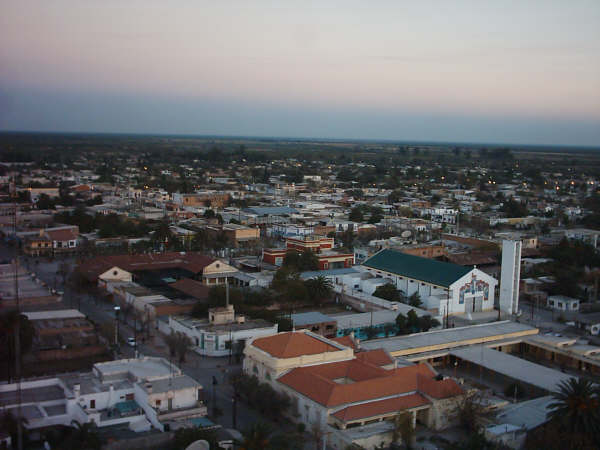
阿尼亞圖亞

阿尼亞圖亞（西班牙語：Añatuya），是阿根廷的城鎮，位於該國北部聖地亞哥-德爾埃斯特羅省，是塔沃阿達將軍縣的首府，距離聖地亞哥-德爾埃斯特羅約150公里，始建於1912年7月5日，海拔高度98米，2012年人口23,687。